# Graphosome d'Italie
Graphosoma italicum
Espèce
Le graphosome d'Italie ou punaise arlequin (Graphosoma italicum)  est une espèce d'insectes hétéroptères de la famille des Pentatomidae, de la sous-famille des Podopinae et du genre Graphosoma. Très fréquent en Europe, il est souvent confondu avec son cousin, le graphosome rayé, nord-africain.

## Description
La face dorsale de cette espèce est rayée de bandes longitudinales rouges et noires : six bandes noires sur le pronotum, dont deux se prolongent sur la tête et quatre se prolongent sur le scutellum. Les bords latéraux de l'abdomen (le connexivum) sont tachetés de rouge et de noir. Les pattes sont globalement noires avec parfois une tache rouge sur les tibias (chez la sous-espèce nominale), ce qui le distingue de Graphosoma lineatum dont les pattes sont entièrement rouges.
Le scutellum est plus large et long que chez la plupart des punaises pentatomides et recouvre presque tout l'abdomen.

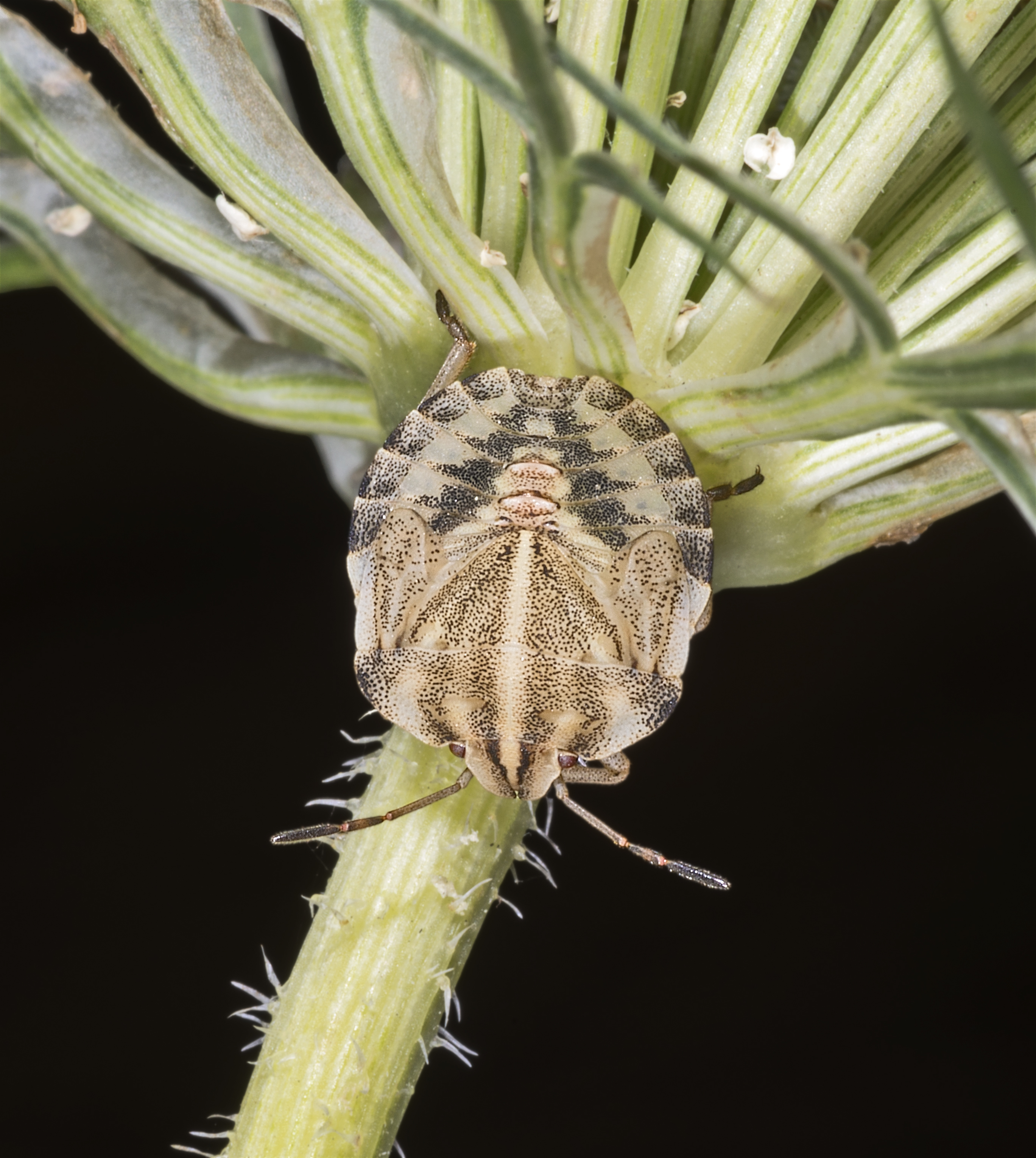
Larve stade V
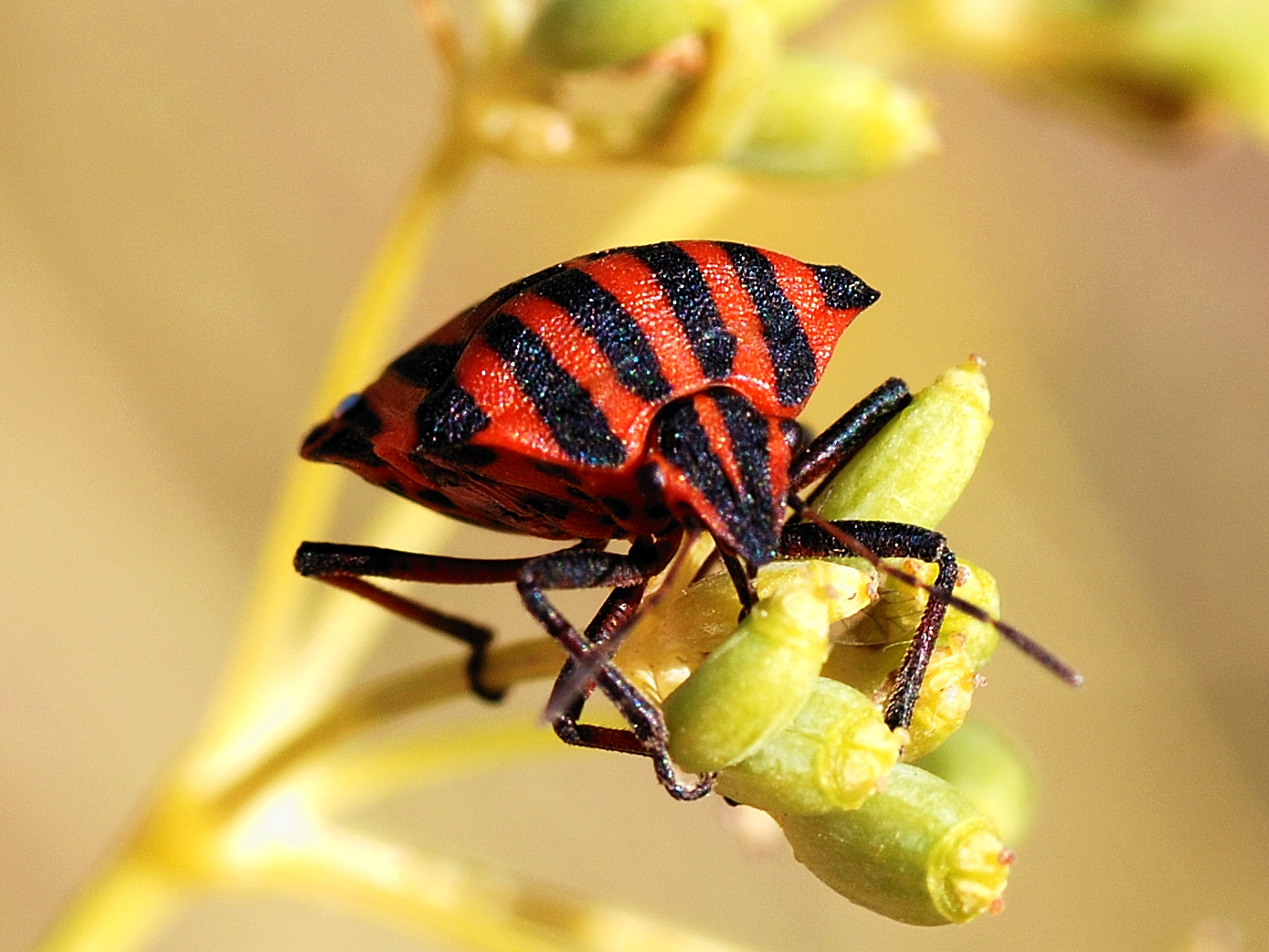
Adulte vu de face
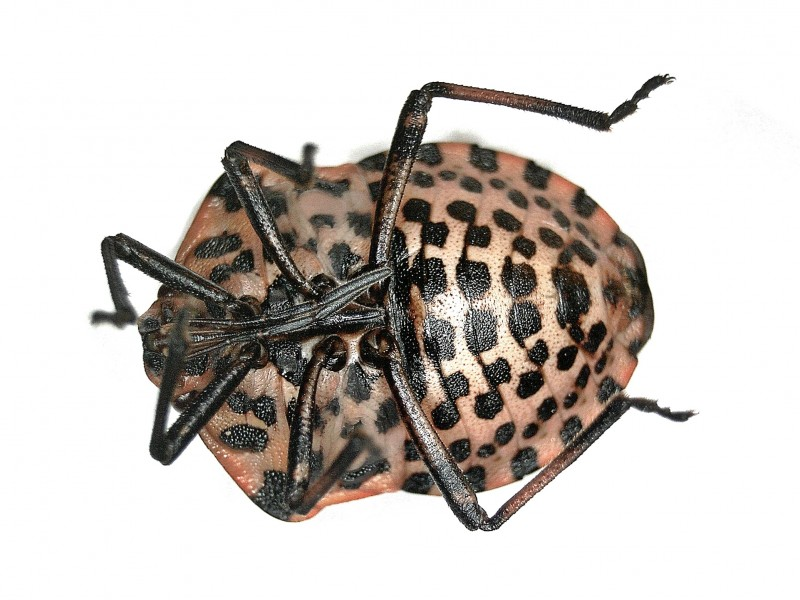
Face ventrale de l'adulte

## Distribution et habitat
C'est un insecte des zones chaudes et ensoleillées d'Europe fréquent, parfois en grand nombre, sur les ombelles d'Apiacées.
Son habitat naturel est les friches, les terrains vagues, les pelouses sèches, le talus des routes, les haies vives et les jardins qui offrent des carottes sauvages, des fenouils, des angéliques, des chardons bleus ou des panais dont il suce la sève des jeunes graines en formation avec son rostre.

## Espèces proches
- Le graphosome rayé (Graphosoma lineatum), nord-africain, au corps généralement plus orangé, voire jaunâtre, et aux pattes rouge-orangé, avec lequel il est fréquemment confondu.

- Le graphosome ponctué (Graphosoma semipunctatum) est une espèce voisine dont l'aire de répartition est limitée aux régions méditerranéennes.

Les deux espèces ne craignent pas la prédation par les oiseaux car elles ont un goût repoussant et une coloration aposématique : elles portent des bandes rouges et noires très visibles. Ces lignes sont interrompues, sous forme de points sur le pronotum chez le graphosome ponctué dont les pattes sont orange.

## Classification

### Taxonomie
L’espèce Graphosoma italicum est décrite pour la première fois par le naturaliste danois Otto Friedrich Müller en 1766. Le syntype Cimex italicus collecté dans la région de Turin est considéré comme perdu,.
Graphosoma italicum a longtemps été confondu avec le Graphosoma lineatum, décrit par Linné en 1758. Souvent mis en synonymie, voire considéré comme une simple variété ou sous-espèce pour certains auteurs, d'autres les considèrent comme deux taxons distincts séparés par leur aire de répartition et l'absence de variation morphologique inter-populationnelle. Le graphosome d'Italie est retrouvé en Europe alors que le graphosome rayé est retrouvé en Afrique du Nord. Il s'en distingue notamment par ses pattes, qui sont sombres (entièrement noires, ou presque), alors que celles du graphosome rayé sont rouge-orangé.
En 2017, une étude génétique confirme la validité des deux espèces, montrant même leur faible apparentement au sein du genre Graphosoma (G. lineatum est plus proche de G. semipunctatum, et G. italicum, pour sa part, est plus proche de G. rubrolineatum). Les populations des îles italiennes de Sicile et de Sardaigne sont toutefois originales : les graphosomes siciliens présentent des pattes noires, et ressemblent à des graphosomes d'Italie, mais la génétique les rattache au graphosome rayé, dont ils forment la sous-espèce Graphosoma lineatum siciliencis, et les graphosomes sardes ont un corps orangé et des pattes rouges, semblables à ceux du graphosome rayé, mais sont génétiquement plus proches du graphosome d'Italie, dont ils forment la sous-espèce Graphosoma italicum sardiniensis.

### Sous-espèce
- La sous-espèce nominale, Graphosoma italicum ssp. italicum, est présente dans presque toute l'Europe, jusqu'en Scandinavie.
- La sous-espèce Graphosoma italicum ssp. sardiniensis, ou Graphosome Sarde, est endémique de Sardaigne et des Îles Lavezzi en Corse. De coloration plus pâle, et présentant des pattes orangées, son habitus le fait ressembler davantage à Graphosoma lineatum, mais une étude génétique[3] démontre sa proche parenté avec l'espèce Graphosoma italicum.

## Noms vernaculaires
Graphosoma italicum est aussi connu sous les noms de punaise arlequin, graphosome italien, pentatome rayé ou scutellère rayée.